# Євпаторійський трамвай
Євпаторійський трамвай — система електричного вузькоколійного трамвая в Євпаторії, Крим, Україна. Єдина чинна трамвайна мережа на Кримському півострові (тимчасово окупована Росією).

## Історія

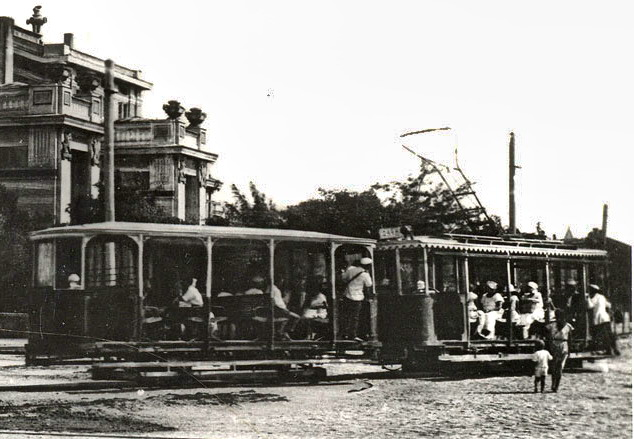
Трамваї біля міського театру (1930-ті)

У грудні 1912 року в Євпаторії почалося будівництво трамвайного депо, влітку 1913-ого — будівництво Міської (інша назва — Центральна; Міський театр — вул. Сімферопольська; основа сучасного маршруту № 1), Дачної (Міський театр — вул. Маяковського; основа сучасного маршруту № 2) і Мойнакської (Міський театр — Мойнакська грязелікарня; основа сучасного маршруту № 1) ліній. 31 березня 1914 року відбувся пробний проїзд, а 10 травня (23 травня за н.ст.) розпочався регулярний рух. У 1926 році була прокладена лінія до залізничного вокзалу (сучасний маршрут № 3) довжиною 1,8 км.
У листопаді 1950 року Дачну лінію було продовжено до Мойнак, чим створено сучасний маршрут № 2. Згодом в експлуатацію були здані розворотні кільця «Мойнакська грязелікарня» (1951) та «Вулиця Сімферопольська» (1953).
13 червня 1981 року розпочався рух маршрутом № 4 «Вулиця Сімферопольська — Новий пляж» довжиною 1,7 км.
У 1990 році було здано в експлуатацію дистанцію від Мойнакської грязелікарні до вул. Інтернаціональної, куди продовжили маршрут № 2. У березні 1991 року від кільця на вулиці Інтернаціональній було прокладено двоколійну лінію до мікрорайону «Супутник-2», по якій пустили маршрут № 5, проте згодом його скасували та до «Супутника» продовжили маршрут № 2. У 1995 році маршрут № 1 продовжили від Мойнак до мікрорайону «Супутник-2», а маршрут № 2 навпаки — скоротили до Мойнакської грязелікарні; у 2005 році, через перевантаженість дистанції «Міський театр — Готель „Україна“», маршрут № 3 набув теперішнього вигляду.
У 2017 році встановлено нову систему оплати, яка дозволяє розрахуватися з використанням банківської карти.
Восени 2019 року в місто поступив вагон трамваю моделі 71-411 в синьо-білій лівреї.

## Вартість проїзду
У 2017 році в трамваях Євпаторії була впроваджена електронна система оплати проїзду, яка дозволила збільшити доходи підприємства від перевезень. У трамваях діє євпаторійська версія транспортної карти «ГЛОНАСС Крим», що дозволяє записати місячні безлімітні електронні проїзні для звичайних пасажирів (485,47 гривень курсом на 23 сiчня 2025 року) і школярів (242,73 гривень курсом на 24 лютого 2025 року). Також доступна оплата проїзду та банківськими картками, з них списується вартість квитка на 1 поїздку (14,28 гривень при оплаті проїзду банківськими картками або 16,66 гривень за готівку курсом на 24 лютого 2025 року).

## Рухомий склад
Станом на 11 грудня 2021 року на балансі експлуатуючого підприємства перебувало:

### Чинний

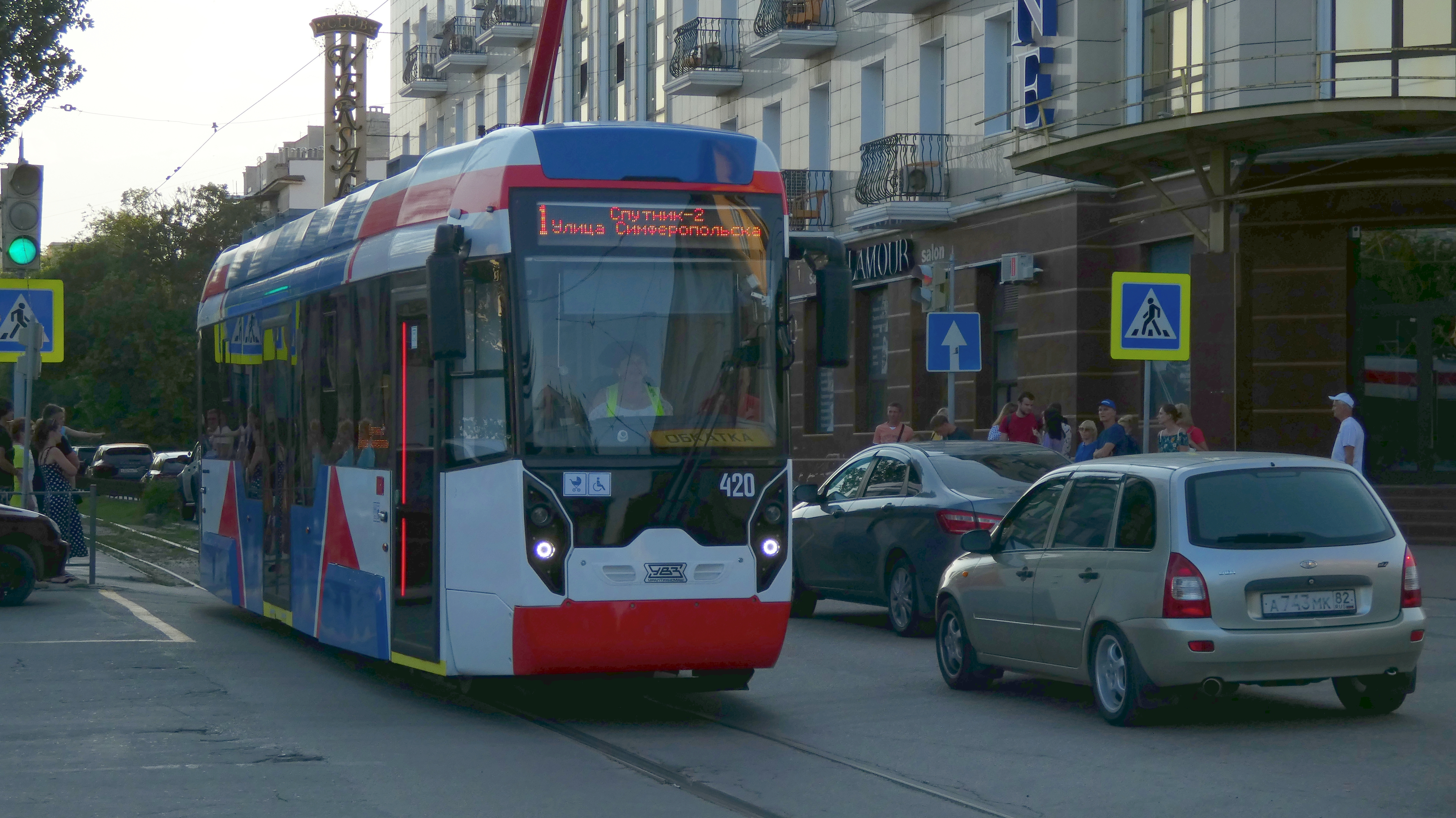
71-411 на 1 маршруті.

- Tatra KT4SU — 1 вагон, ще 15 вивезені на базу КП «Екоград» для утилізації. Три вагони перероблено на двокабінні (два зняті з експлуатації у листопаді 2021 року) силами співробітників депо. У 2013 році надійшов один вагон з Вінниці (22 вересня 2021 року був переданий в «Екоград» на утилізацію), який був обміняний на вагон Gotha T57.
- Gotha T57 — 4 вагони, з них 1 використовується для екскурсійних рейсів. У 1957 із заводу надійшло два двовагонні поїзди. Одновагонні стали прибувати лише у 1969. У 2003—2004 роках усі вагони пройшли капітальний ремонт у Донецьку та Дніпропетровську, після окупації Криму Росією частина вагонів стала використовуватись як донори запчастин.
- 71-411 — 20 вагонів, з них 1 розбитий у ДТП, а 9 очікують введення в експлуатацію.
- 71-411-03 — 7 вагонів, з них 5 очікують введення в експлуатацію.

### Службовий
- Gotha T59E Вагон-вишка КС. До 1996 року працював як пасажирський двовагонний поїзд 21-65. Виїзд за межі депо з 2020 року заборонено.
- Gotha T57 Вагон служби ремонту колії. З 2000 по 2013 рік вагон перебував у неробочому стані. До 2000 року працював у двовагонному складі 19-52, перед перезапуском як службовий перенумерований на 002.

## Маршрути
| Схема | Маршрут |
| ----- | --- |
|       | Мікрорайон «Супутник-2» ↔ Вулиця Сімферопольська проспект Перемоги — вул. 9 Травня — вул. 60-річчя ВЛКСМ — вул. Полупанова — проспект Леніна — вул. Революції Маршрут одноколійний з роз'їздами і на невеликій ділянці — двоколійний. |
|       | Лиман ↔ Міський театр вул. Полупанова — вул. Маяковського — вул. Московська — вул. Кірова — вул. Гоголя Маршрут літній, проходить через курортну зону; одноколійний з роз'їздами.                                                     |
|       | Залізничний вокзал ↔ Готель «Україна» вул. Фрунзе Маршрут одноколійний, роз'їзд на вулиці Демишева ліквідовано у 2015 році; працює човник.                                                                                            |
|       | Вулиця Сімферопольська ↔ Новий пляж вул. Сімферопольська Маршрут літній, з'єднує віддалені пляжі з містом; одноколійний без роз'їздів; працює човник.                                                                                 |

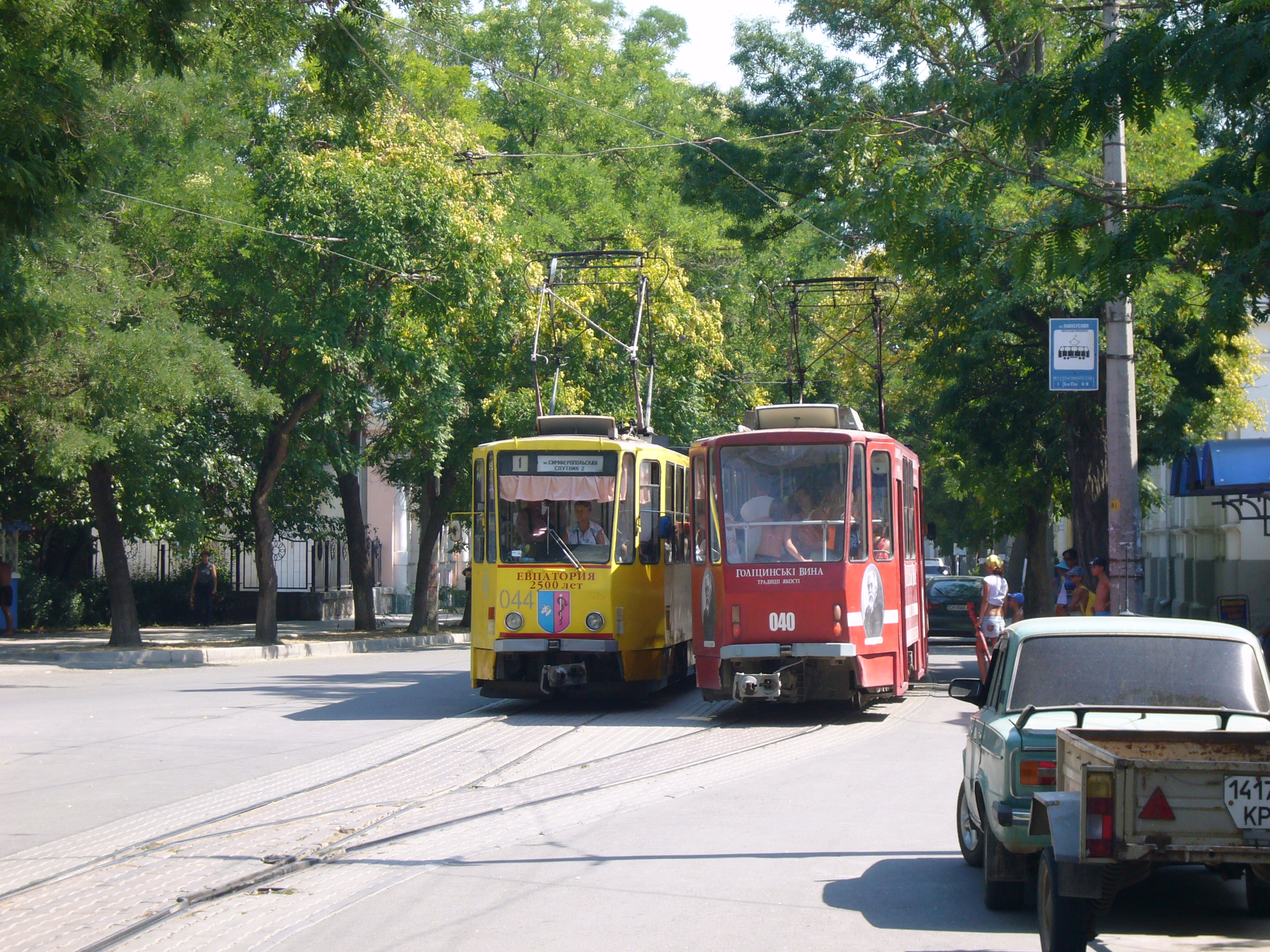
Майже на всіх дистанціях в Євпаторії одноколійна система. На зупинках трамваї можуть роз'їхатися

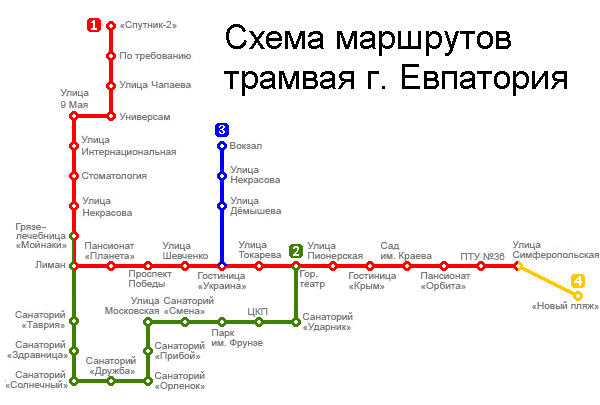
Схема ліній трамваю

Під № 5 курсує екскурсійний вагон трамвайною мережею за маршрутом «Міський театр — готель „Україна“ — грязелікарня „Мойнаки“ — курортна зона — міський театр».

## Галерея

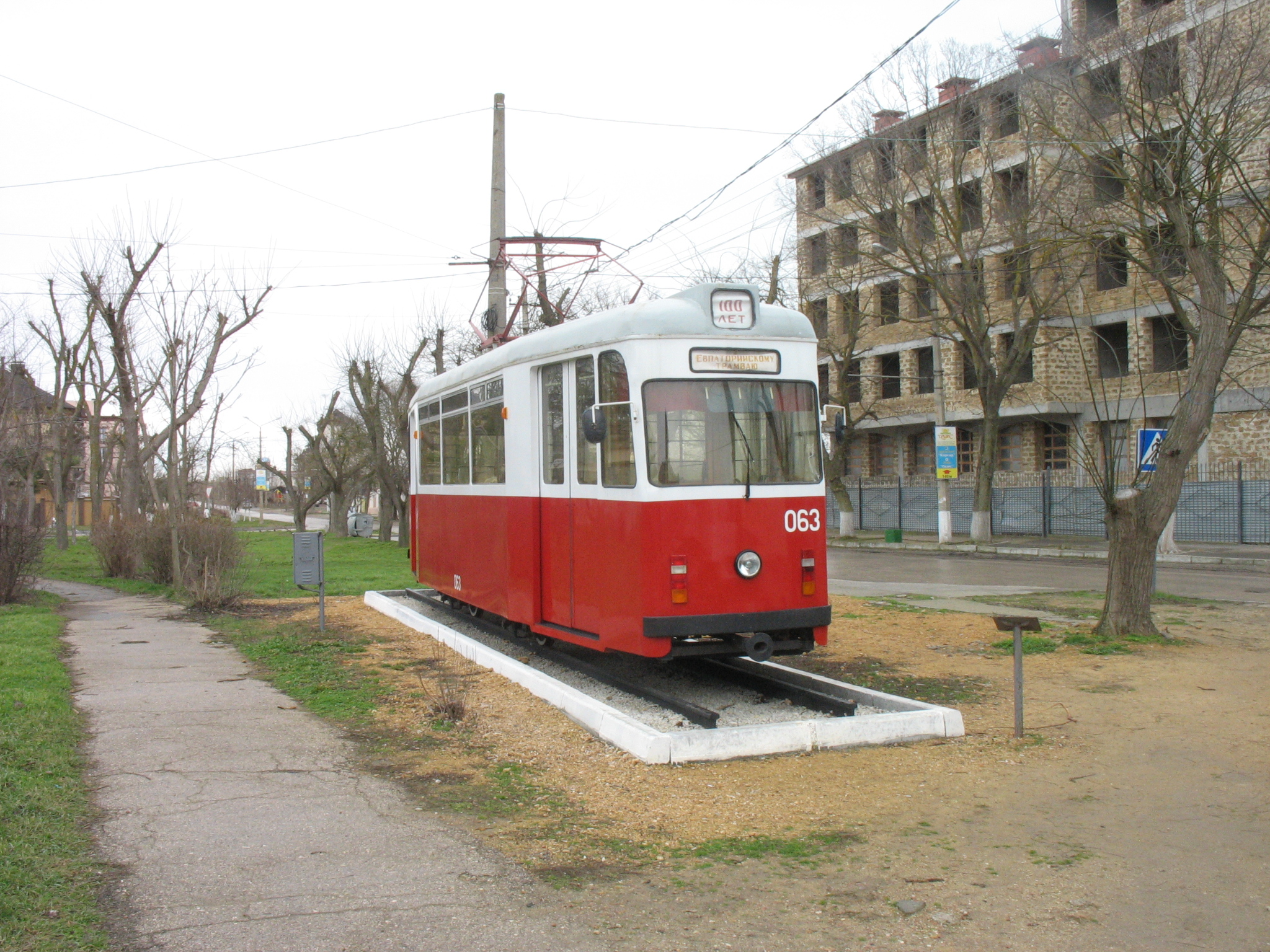
Gotha B57
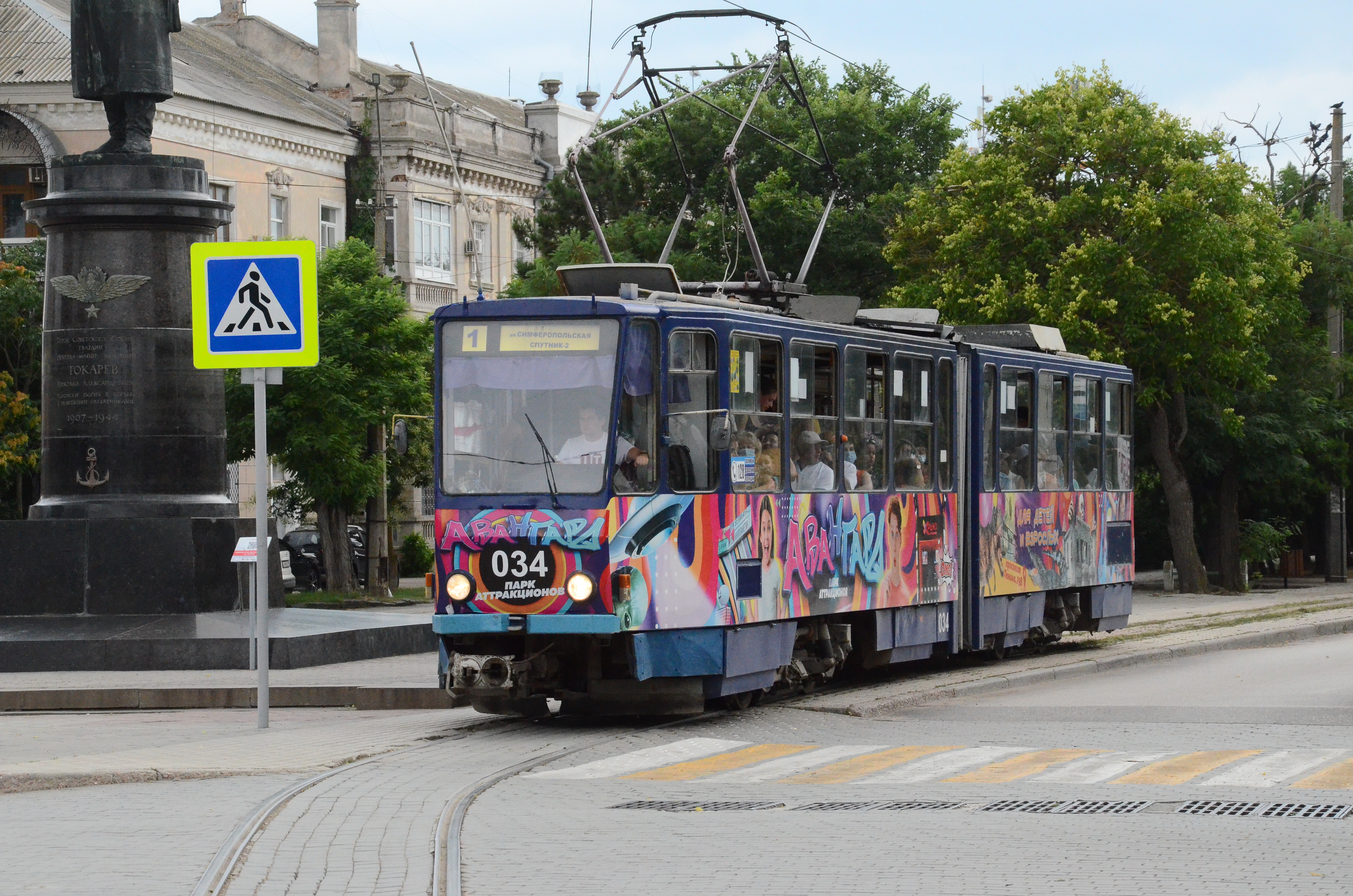
Tatra KT4SU
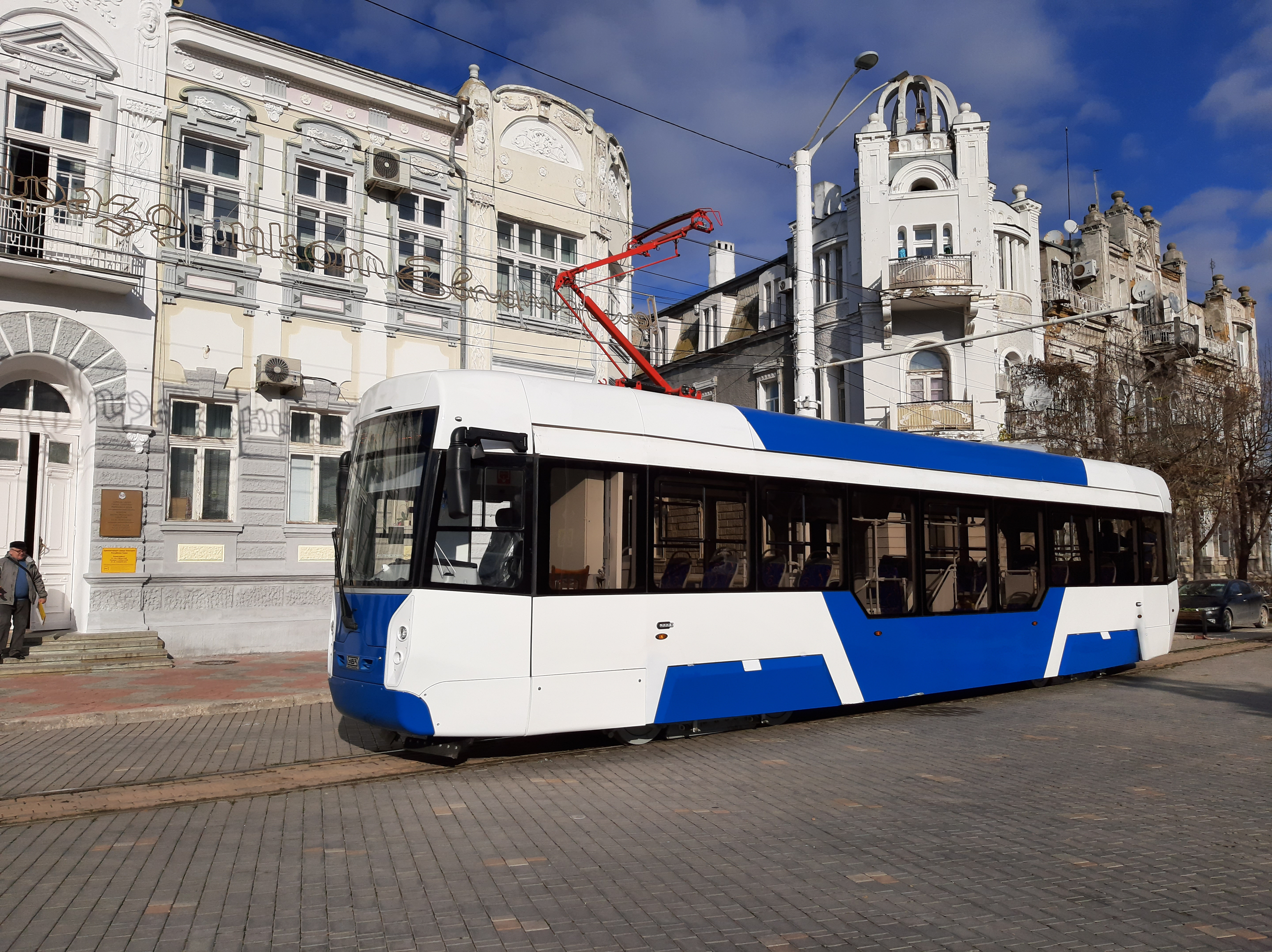
71-411 у лівреї для презентації
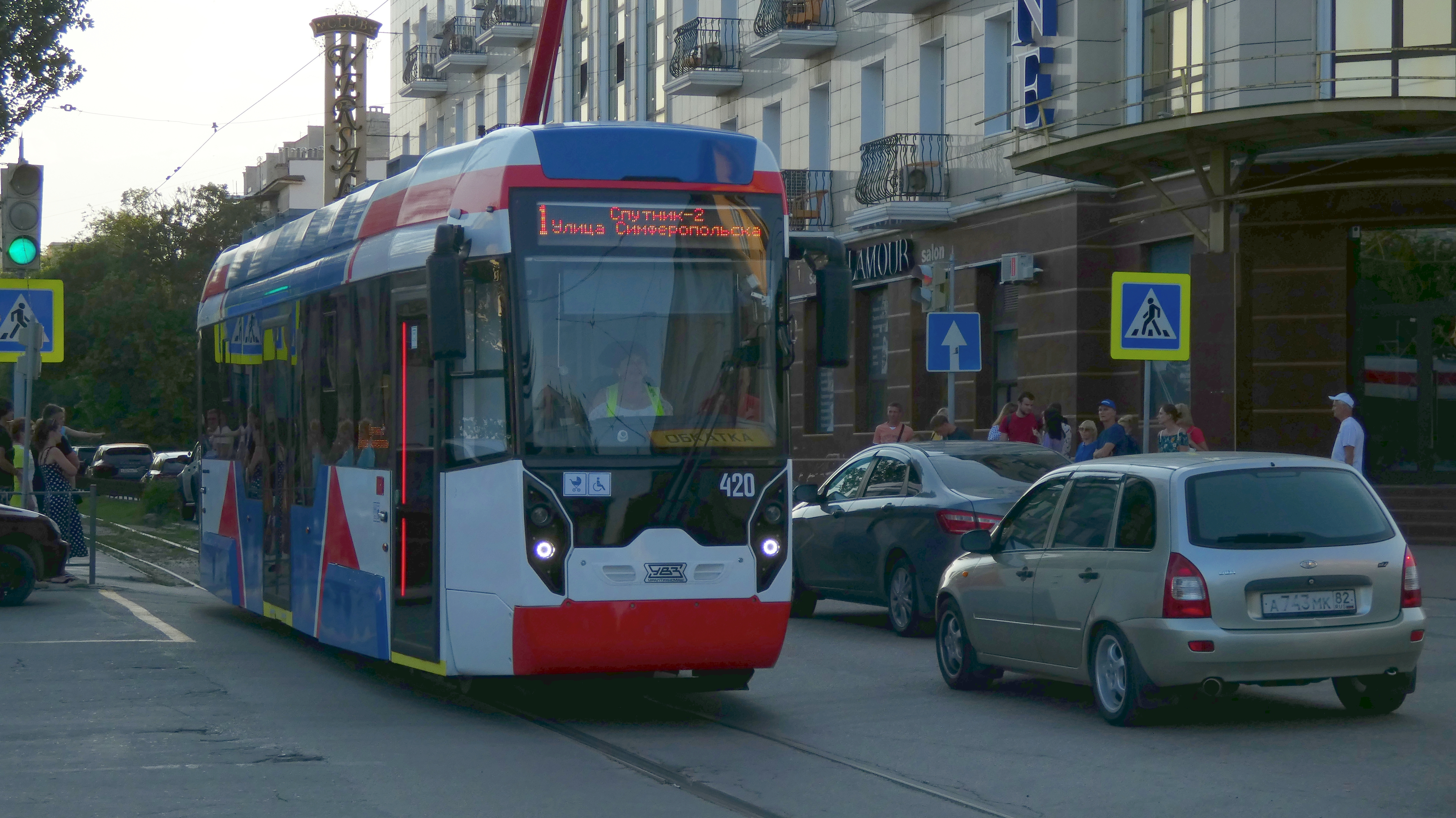
71-411
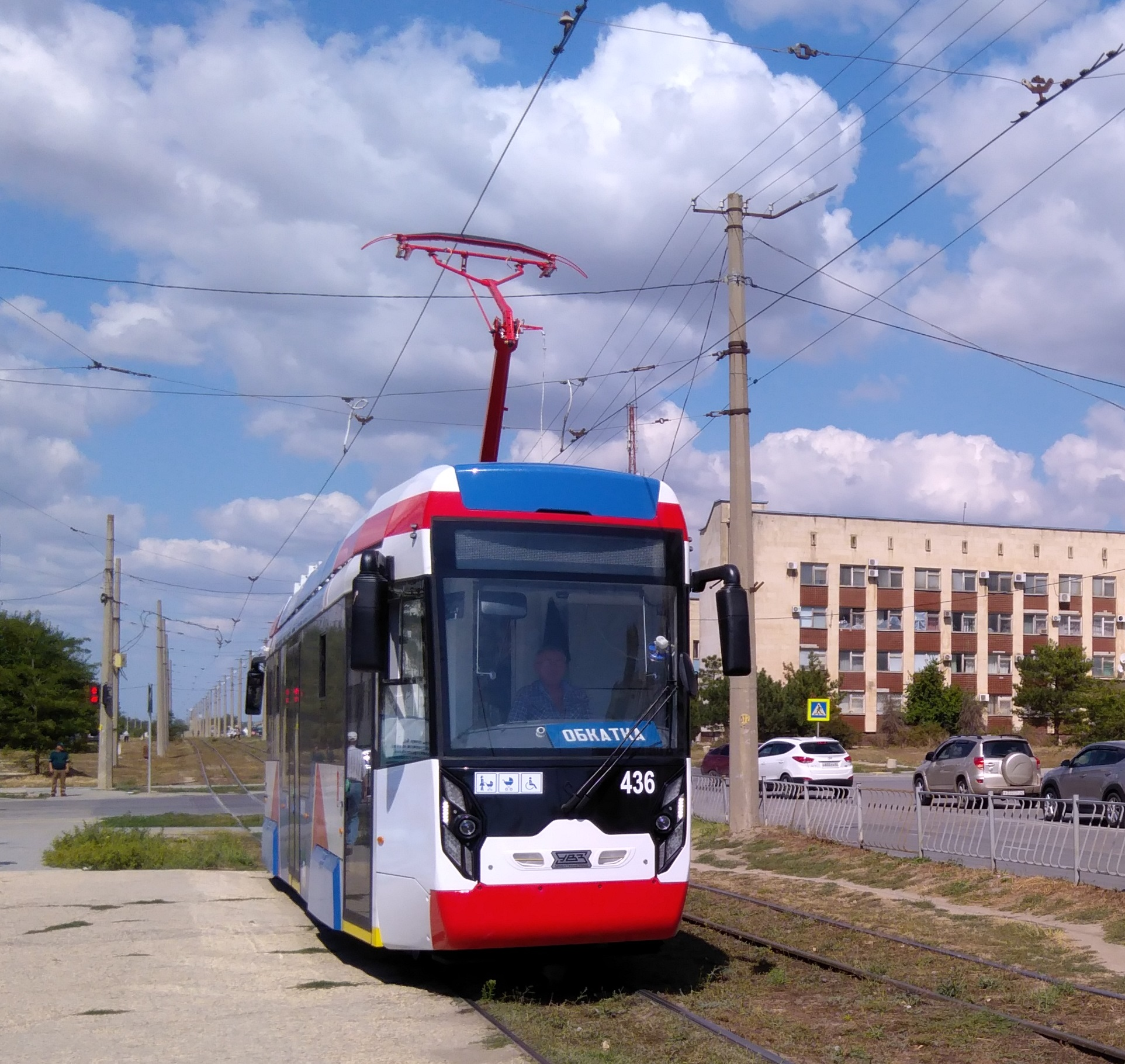
71-411-03